# Vagelis Tsakiridis
Evangelos Vagelis Tsakiridis, auch Evangelos Vagelis Tsakerides, (* 1936 in Athen) ist ein deutsch-griechischer Schriftsteller, Übersetzer und Bildhauer.

## Leben
Tsakiridis studierte in seiner Geburtsstadt Athen Jura, Bildhauerei und Malerei, ehe er 1960 in die Bundesrepublik Deutschland übersiedelte, um in Aachen Architektur zu studieren. Er weigerte sich, seinen Militärdienst in der griechischen Armee abzuleisten, woraufhin ihm die griechische Staatsangehörigkeit entzogen wurde. Die deutschen Behörden verweigerten dem inzwischen in Berlin lebenden und verheirateten Tsakiridis die deutsche Staatsangehörigkeit, so dass er mehrere Jahre als Staatenloser lebte. Lediglich ein Schreiben des ehemaligen regierenden Bürgermeisters von Berlin Willy Brandt, in dem ihm ein Pass zugesichert worden war, verhinderte seine Ausweisung nach Griechenland, wo inzwischen die von Georgios Papadopoulos geführte Militärdiktatur an der Macht war. Im Februar 1968 wurde Tsakiridis schließlich in der Bundesrepublik Asyl gewährt. Der Fall erregte Aufsehen in der zeitgenössischen Presse und wurde zum Anlass einer Veränderung des Einbürgerungsgesetzes in der Bundesrepublik.
Tsakiridis schrieb Lyrik und Prosa in deutscher Sprache. Er betrachtete sich selbst als deutscher Schriftsteller. In der Anthologie Super-Garde rechnete sich Tsakiridis, genannt „Tsak“, der Beat- und Pop-Generation der deutschen Literatur zu. Bei einer Ausstellung seiner Eisenplastiken in Athen agierte er als Repräsentant der Westberliner Kultur. Er übersetzte jedoch auch griechische Literatur ins Deutsche. So übertrug er für eine von Günter Grass bei Luchterhand herausgegebene Reihe sieben griechische Lyriker, die von der Militärdiktatur verfolgt wurden. Für das bei Rowohlt verlegte Schwarzbuch der Diktatur in Griechenland schrieb Tsakiridis das Vorwort.
1967 wurde Tsakiridis zum letzten Treffen der Gruppe 47 in der Pulvermühle Waischenfeld eingeladen. Hier lobte Erich Fried „höchst originelle Vers- und Prosatexte, die politische Aspekte mit halb-surrealistischer Technik vereinen“. In einer Stichwahl um den Preis der Gruppe 47 unterlag er Jürgen Becker, doch auf Initiative Hans Werner Richters wurde auch dem zu dieser Zeit Staatenlosen eine Geldspende überreicht.
Seit 1973 sind keine Veröffentlichungen von Tsakiridis mehr verzeichnet.

## Veröffentlichungen
- 1965: Staatsbahnen und andere Texte (mit Hartwin Gromes und Dieter Hülsmanns). S. Fischer, Frankfurt am Main.
- 1967: Gedichte für die Jungfrau am Brunnen und Prosa. Luchterhand, Neuwied.[5]
- 1967: Beiträge in Erzählung, Kritik, Gedicht, herausgegeben von Paul-Gerhard Hübsch. Törn, Frankfurt am Main.
- 1968: Hallelujah. Luchterhand, Neuwied.[5]
- 1969: als Herausgeber: Super-Garde. Prosa der Beat- und Pop-Generation. Droste, Düsseldorf.[6]
- 1970: Vorwort zu: Aris Fakinos, Clément Lépidis, Richard Soméritis (Hrsg.): Schwarzbuch der Diktatur in Griechenland. Rowohlt, Reinbek.
- 1973: Tsaks Zacke. Melzer, Darmstadt.

## Übersetzungen
- Vasilis Vasilikos: Z. Blanvalet, Berlin 1968.
- Jannis Ritsos: Jannis Ritsos. Wagenbach, Berlin 1968.
- Alexis Pappas: Nachtcafé. Blanvalet, Berlin 1969.[10]
- Alexis Pappas: Schaltjahre. Blanvalet, Berlin 1970.[11]

## Bildhauerische Werke
- 1972: Wassersäule. Senftenberger Ring 54–70, Märkisches Viertel, Berlin[12]

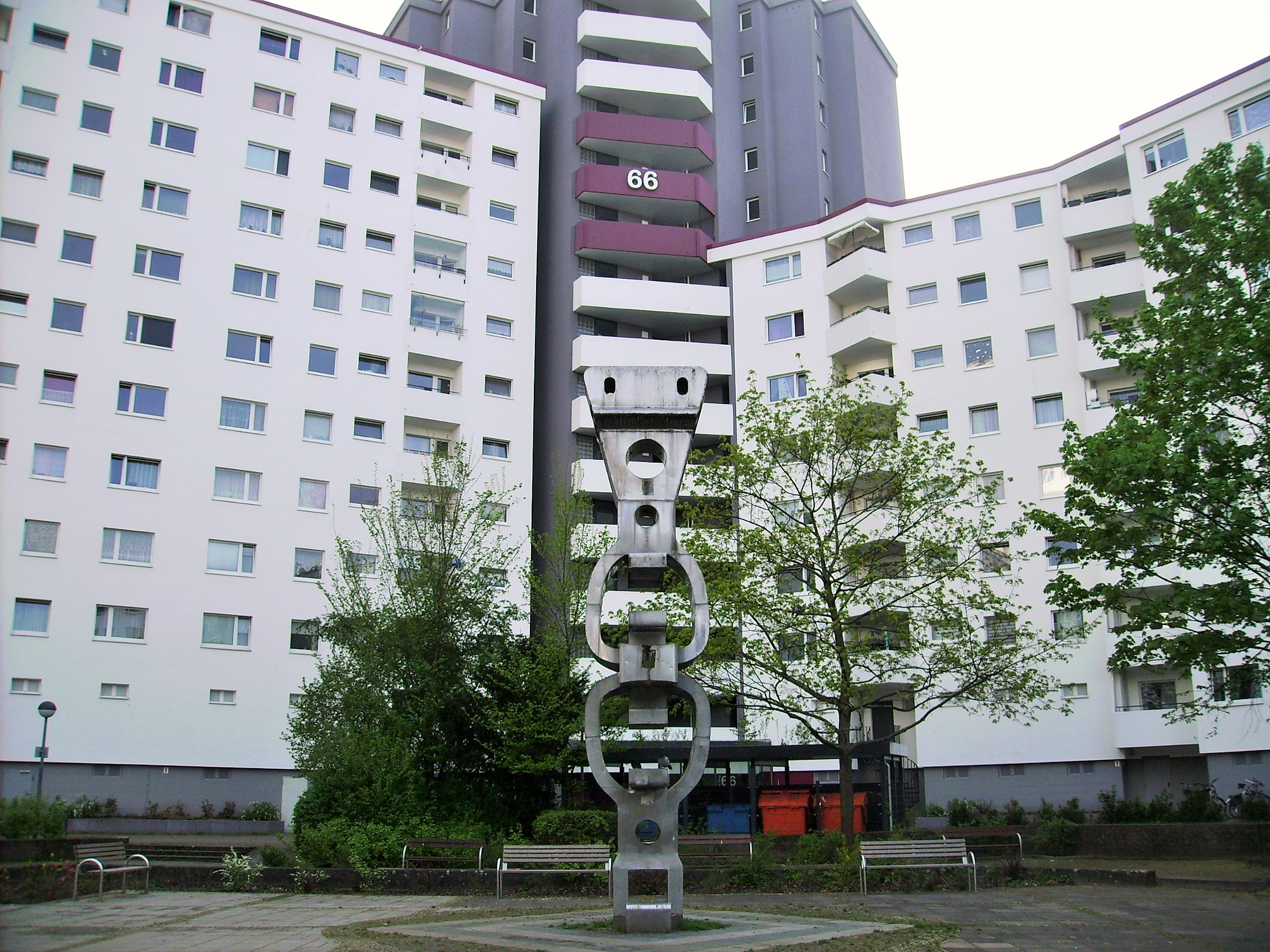